# Pastoralbreven
Pastoralbreven ("herdabreven", av latinets pastor, "herde") kallas tre brev i Nya Testamentet: Första Timotheosbrevet, Andra Timotheosbrevet och Titusbrevet. Dessa var ställda till herdar, det vill säga församlingsföreståndare.
Breven har traditionellt ansetts härröra från aposteln Paulus, men anses av en del nutida forskare vara författade så sent som på 100-talet och de betraktar då dessa brev som pseudopaulinska. Det främsta argumentet för en annan författare är ordförråd och stil. Av de 906 olika orden används 306 inte i andra delar av Nya Testamentet. Generellt brukar de anses antingen vara författade av någon i kretsen kring Paulus under hans samtid, en sekreterare eller liknande eller av någon av hans lärjungar efter hans tid. Om de är från Paulus livstid kan de vara från slutet av 60-talet, om de är författade av någon av hans lärjungar efter hans död från 80- eller 90-talet.